# Pantaléon Thévenin
Pantaléon Thévenin est un humaniste français de la seconde moitié du XVIe siècle.

## Biographie
Né à Commercy vers 1550, il étudie au collège de La Marche à Paris dans les années 1570, puis à l'université de Fribourg-en-Brisgau, où il soutient son doctorat ès droits en 1582. L'année suivante, il est occasionnellement lecteur des Institutes au sein de la nouvelle faculté de droit de l'université de Pont-à-Mousson. Pendant toutes ces années, il est également précepteur dans la maison lorraine du Châtelet. Le 22 janvier 1587, il est nommé principal du collège de Ligny-en-Barrois, récemment érigé. Il est probablement décédé en 1595, année au cours de laquelle il fut remplacé à la tête de ce collège par Charles Dounot.

## Œuvres
On lui doit notamment deux recueils de Sonets, le second n'étant pas la reprise du premier (Paris, Denis du Pré, 1578 ; Nancy, Veuve Jean Janson, 1581) ; un commentaire de l'Hymne de la philosophie de Ronsard ((Paris, Jean Febvrier, 1582), un autre de la Sepmaine de Du Bartas (Paris, Jérôme de Marnef et Veuve Guillaume Cavellat, 1585) ; une traduction latine de la Grammaire de Ramus (Francfort, J. Wechel, 1583, 1590) ; deux ouvrages en latin à caractère pamphlétaire, mêlant prose et vers, publiés à Ingolstadt, en 1584 et 1585.
Son œuvre la plus importante est sans doute son commentaire, récemment réédité, de la Sepmaine de Guillaume du Bartas, encouragé par l’éditeur du poète gascon, Jean Febvrier. En 1582, il avait terminé de commenter les quatre premières Journées. L'entreprise, poursuivie  à Pont-à-Mousson en 1583, fut publiée en 1585 : 
La Sepmaine, ou Création du Monde […], Divisée en considérations, et illustrées des Commentaires de Pantaléon Thévenin Lorrain : Esquel avec l’artifice, Rhétorique, et Dialectique François sont bien amplement deduites toutes les parties de la Philosophie : le tout embelli et enrichi d’infinites sentences, lieux semblables, et histoires, tant sacrées que prophanes : avec enodation des mots, et paraphrase des discours plus difficiles: Ensemble une Table ample des matières et mots plus remarquables, Paris, Jérôme de Marnef et la veuve de Guillaume Cavellat, 1585.
Son commentaire est plus développé que celui de Simon Goulart, présenté sous forme d’index. Thévenin suit les vers de La Semaine et multiplie les références érudites. Goulart est protestant, Thévenin catholique. L’un fut souvent réédité en son temps, l’autre pas. « Ce qui a peut-être nui à Thévenin, c’est d’avoir voulu donner une lecture parfois gauchement catholique d’un grand poème protestant. Alors que Goulart demeurait réservé, austère, et en définitive acceptable par tous les lecteurs, le commentateur lorrain a souvent pris prétexte de tel ou tel passage pour relancer la polémique antiprotestante ou pour développer des considérations subjectives .» (Alain Cullière, 1999, analyse aux p. 599-607).